# 아이폰의 역사
아이폰의 역사는 다음과 같다.

## 역대 아이폰의 변천사

아이폰 1세대
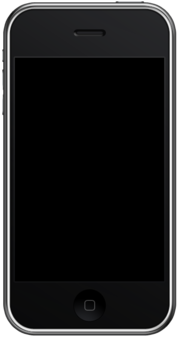
아이폰 3G
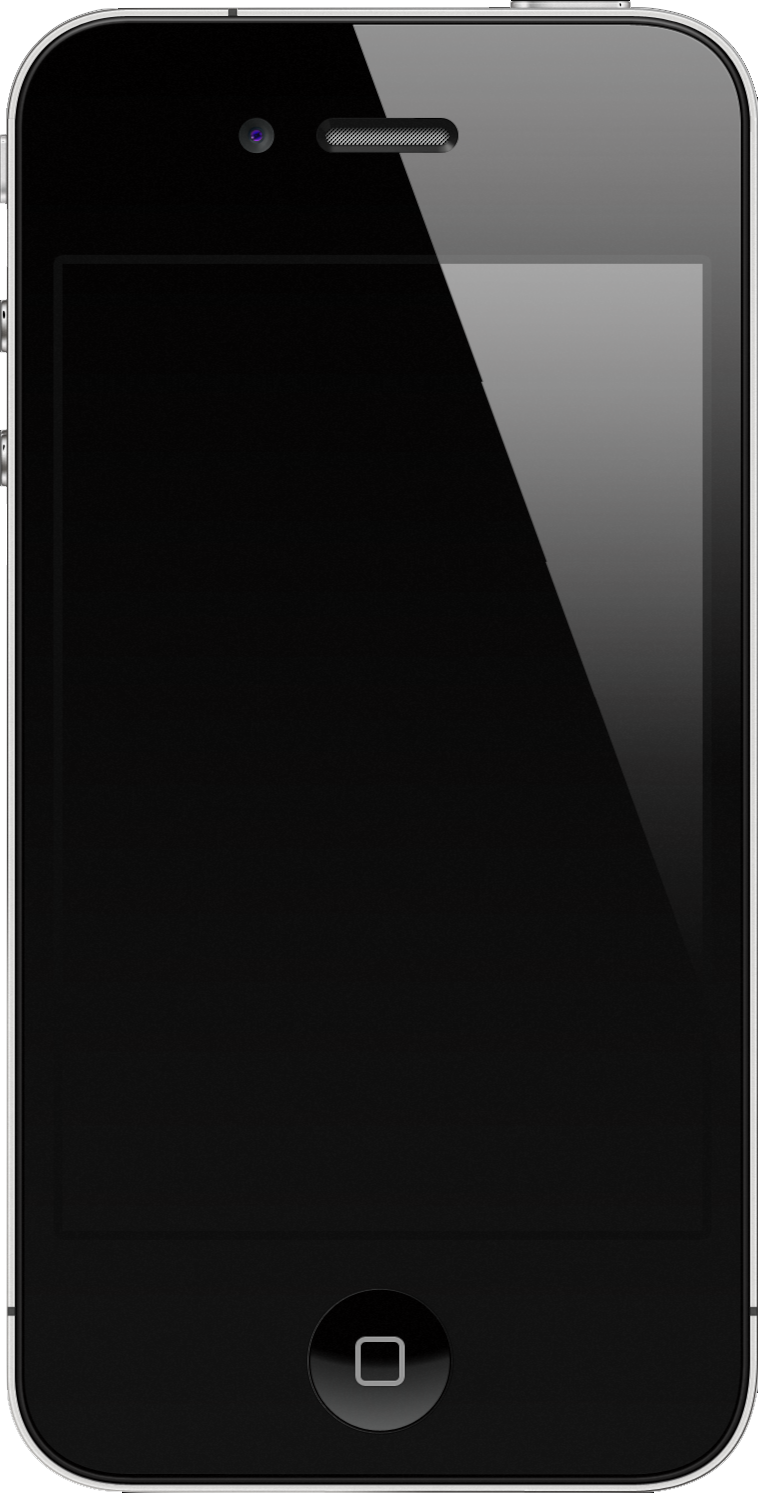
아이폰 4
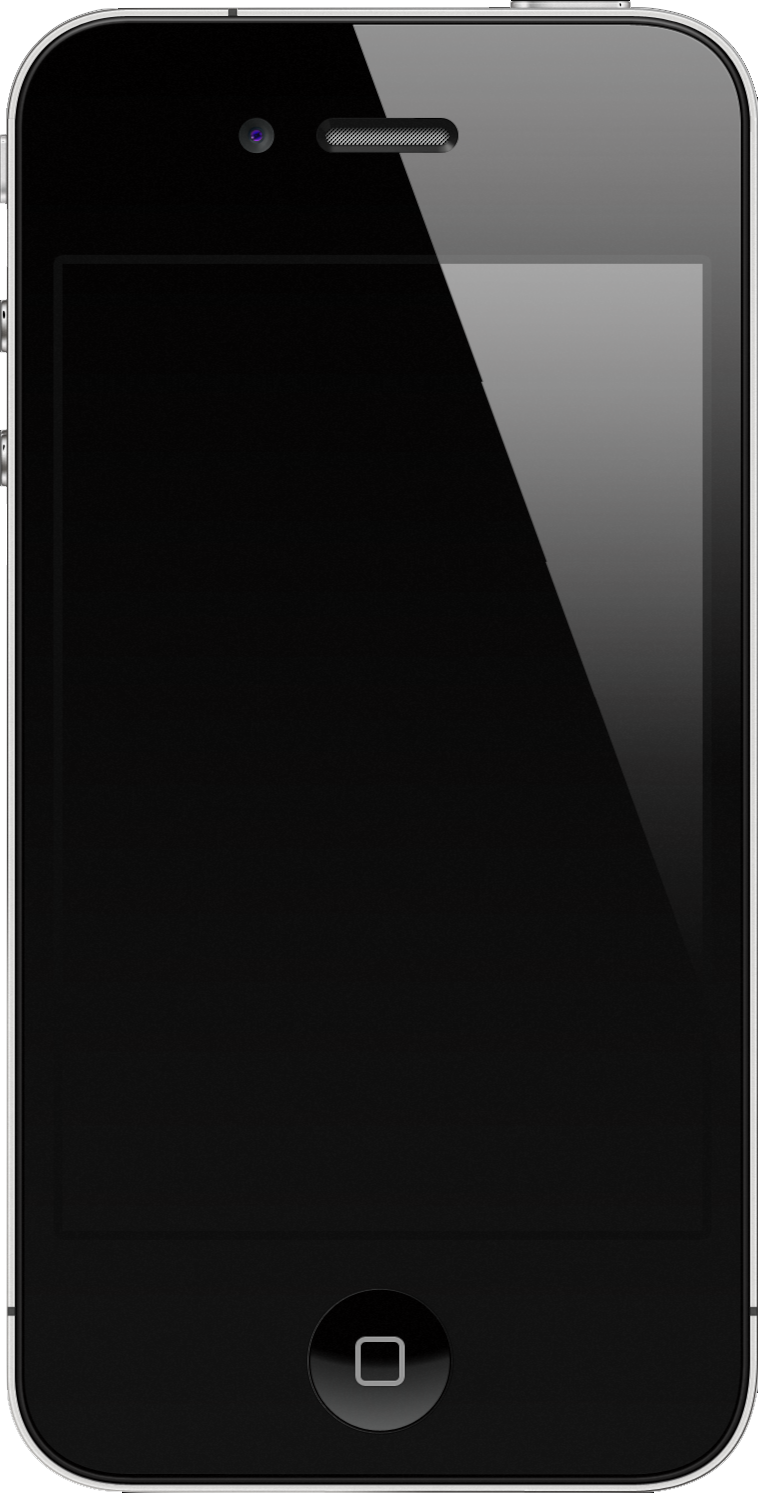
아이폰 4s
아이폰 5
아이폰 5c
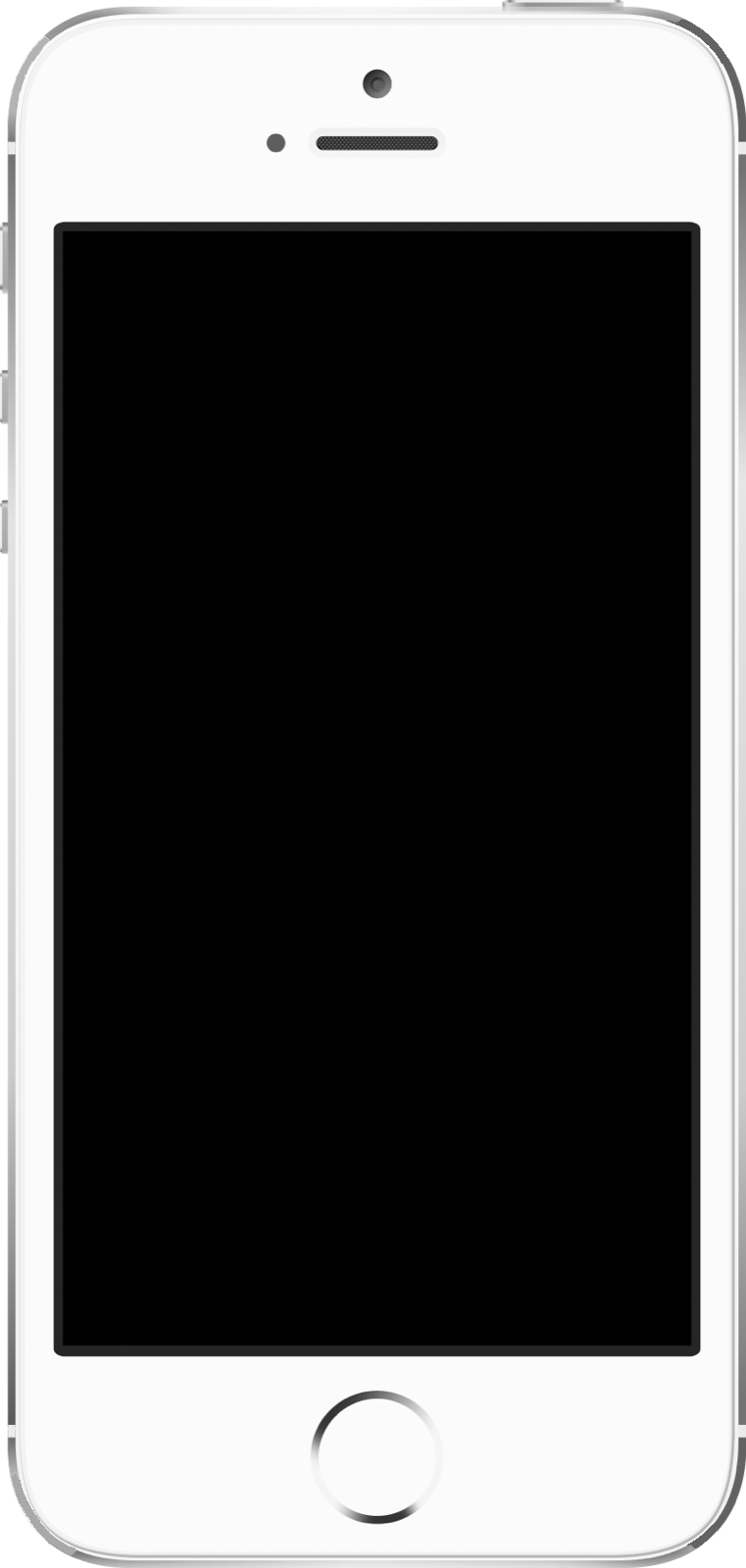
아이폰 SE
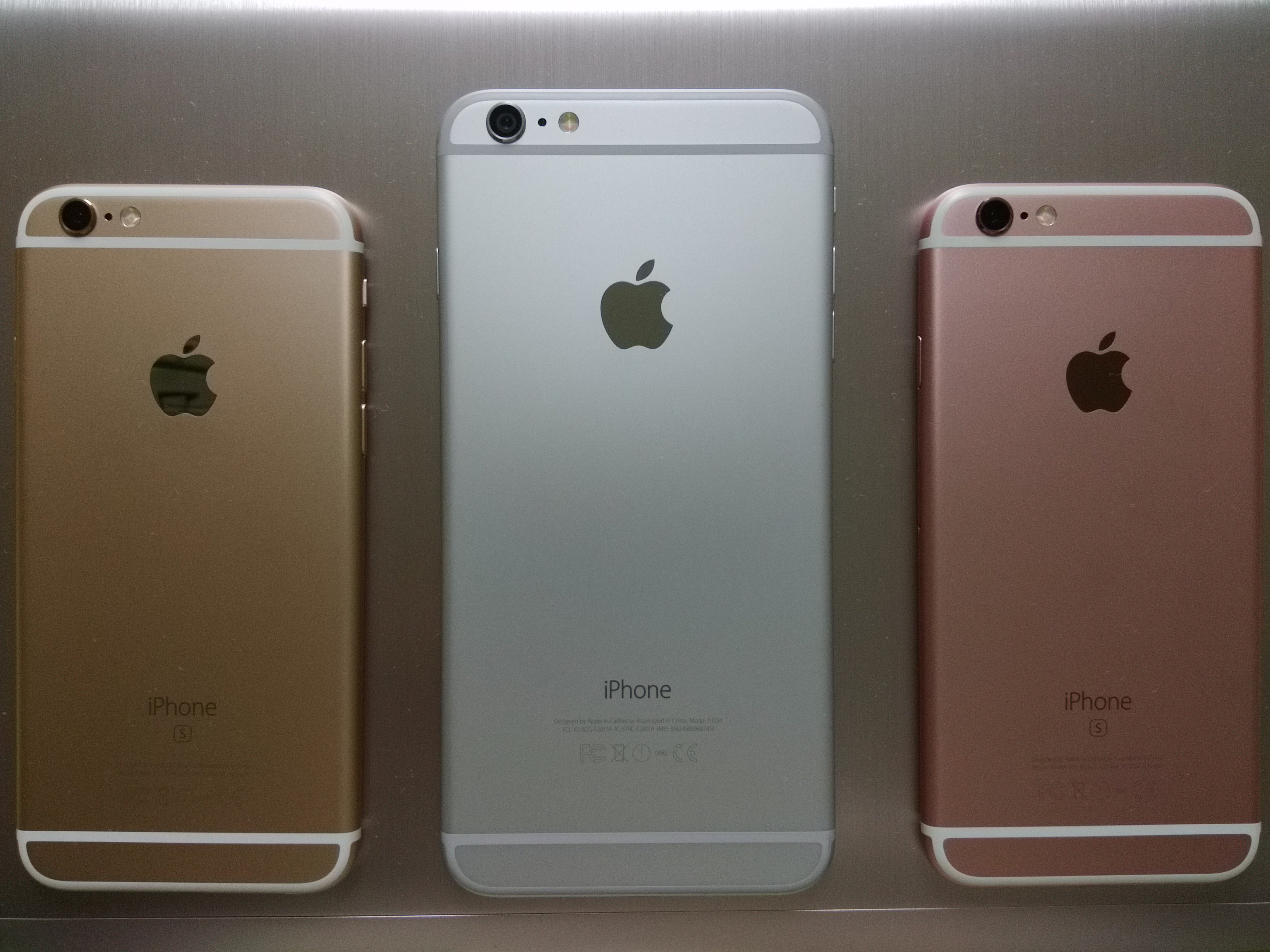
아이폰 6와 6 Plus
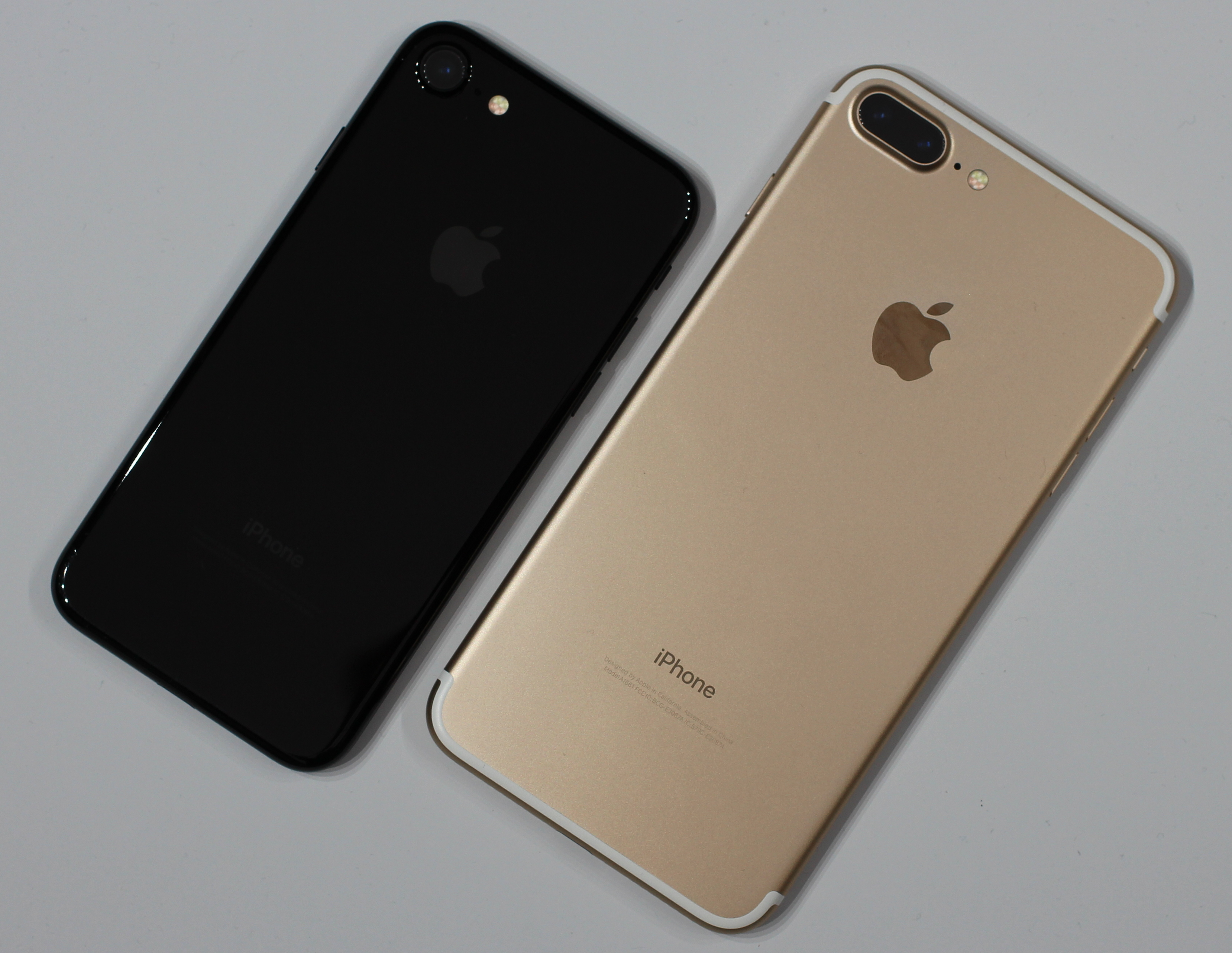
아이폰 7과 7 Plus
아이폰 8과 8 Plus
아이폰 X
아이폰 XS
아이폰 XR
아이폰 11 Pro
아이폰 12 Pro
아이폰 13 Pro
아이폰 14 Pro
아이폰 15
아이폰 15 Pro

## 2007년
iPhone 2G- 1세대 아이폰, 멀티터치 기능을 지원하게 되었고 2세대 통신망 기술을 지원하였다. 그래서 이 통신망이 맞지 않는 대한민국에서 출시하지 않는다.

## 2008년
iPhone 3G- 2세대 아이폰, 이름처럼 3세대 통신망 기술을 지원하게 되었다. 한국에는 출시가 되지 않았다.

## 2009년
iPhone 3GS- 3세대 아이폰, 동영상 촬영이 가능하게 된 첫 번째 아이폰이다.  한국에 처음으로 출시하게 된 아이폰으로 삼성을 견제하게 하였다.

## 2010년
iPhone 4- 4세대 아이폰, 디자인적 변화 요소가 많았다. 후면이 플라스틱에서 유리로 바뀌었으며 측면은 스테인리스로 되어있다. CPU 이름이 이때부터 A시리즈로 바뀌었고 레티나 디스플레이를 지원한다.

## 2011년
iPhone 4s- 5세대 아이폰, 스티브 잡스의 유작이라 불린다. 가장 많이 팔린 아이폰으로, 인공지능 비서 'Siri'를 지원한다.  CPU가 듀얼코어로 바뀌면서 성능이 전작보다 두배가량 빨라졌다.

## 2012년
iPhone 5- 6세대 아이폰, 본래 3.5인치 화면이던 전작과 달리 4인치로 조금 커졌다. 4G를 지원하게  된 최초의 아이폰. 그리고 후면 카메라 옆에 마이크를 달아 바깥 소리를 줄여주는 일종의 노이즈 캔슬링 기능이 탑재되었다.

## 2013년
iPhone 5s, 5c- 7세대 아이폰, 5s는 홈버튼에 지문인식 기술이 들어간 Touch ID를 지원한다. 그리고 후면 플래시가 트루 톤 플래시로 바뀌었다. 또한 64비트를 지원하는 A7 칩이 탑재되었고 모션 인식 프로세서가 추가되었다. 이처럼 하드웨어적인 변화가 많았던 폰이다. 5c는 컬러가 다양하였다. 보급형으로 출시되었으며 5s의 CPU는 그대로 공유하고 있다.

## 2014년
iPhone 6, 6+- 8세대 아이폰, 4.7, 5.5인치 대형 화면을 탑재한 아이폰으로 잡스의 철학을 벗어났다. 전작의 디자인 요소는 찾아보기 힘들다. 소재가 알루미늄으로 바뀌어 절연띠가 후면의 디자인적 요소로 부각되었다. 디스플레이가 레티나 HD 디스플레이로 바뀌었다. 그리고 6+에는 OIS가 탑재되어 사진이 안정화됐다.

## 2015년
iPhone 6s, 6s+- 9세대 아이폰, 3D 터치가 탑재되었으며 touch-id가 2세대로 바뀌어 잠금해제 속도가 빨라졌다. 로즈골드 색상이 추가되어 많은 인기를 누렸다.

## 2016년
iPhone 7, 7+, SE- 10세대 아이폰, 넘버링이 올라가는 구간인데 불구하고 전작이 갖고 있던 요소를 많이 가지고 있다.  아이폰 최초로 방수방진이 지원되고 스테레오 스피커가 들어가 음질이 좋아졌다. 7+는 듀얼 카메라를 지원하여 인물 사진 모드를 지원하게 되었다. iPhone SE는 보급형으로 나온 아이폰으로, 전 세대인 iPhone 6s 시리즈와 거의 동일한 성능으로 나왔다. 전반적인 모습은 iPhone 5s와 동일하다. 단, 로즈골드 색상이 새롭게 출시되었다.

## 2017년
iPhone 8, 8+, X- 11세대 아이폰, 8시리즈는 전작과 디자인이 똑같지만 후면 소재가 유리로 바뀌어 무선 충전이 가능하다. CPU가 iPhone X과 같은 A11 Bionic을 탑재하였다. X이 변화가 많았다. 아이폰 1세대 출시 10주년을 기념한 폰으로, 베젤리스 디자인을 채용하며 디자인적 변화를 꾀하였다. 그리하여 홈버튼이 사라진 최초의 아이폰이 되었다. 홈버튼이 사라져서 Touch-ID를 대체하기 위해 Face-ID를 이용하였다. 애플 측에선 Face-ID는 일반 얼굴인식과 다르게 3D 본을 떠서 인식하기에 정확도가 훨씬 높다고 한다.  디스플레이는 LCD에서 OLED로 바뀌어 명암비가 대폭 높아졌다. 애플에선 이것을 슈퍼 레티나 디스플레이라고 부른다.

## 2018년
iPhone Xs, Xs Max, Xr- 12세대 아이폰, 전작인 X과의 디자인 요소가 같다. 스마트 HDR 기능이 탑재되어 세밀하게 밝기를 감지할 수 있다. 그리고 방수방진이 강화되어 IP68을 지원한다. 그리고 HDR 디스플레이 기술이 적용되었다. Xr은 LCD인 리퀴드 레티나 디스플레이가 적용되어 Xs 시리즈에 비해 베젤이 두껍다. 그리고 카메라는 후면에 한 개가 있고 전면에 2개가 있어 인물 사진 모드를 지원하며 CPU는 Xs시리즈와 동일하다.

## 2019년
iPhone 11, 11 Pro, 11 Pro Max- 13세대 아이폰, 11은 Xr의 후속작이며 듀얼 카메라로 업그레이드 되었다. 그리고 CPU는 11 Pro와 동일한 A13 Bionic을 탑재하고 있다. 야간모드를 지원해 야간에서도 선명하고 밝은 사진을 찍을 수 있다. 또한 초광각 카메라를 지원해 파노라마를 쓰지 않아도 넓은 사진을 찍을 수 있다. 11 Pro 시리즈는 Xs 시리즈의 후속작이다. 카메라가 3개이며 각각 초광각, 광각, 망원 카메라이다. 그리하여 0.5 배율에서 10배율까지 사진을 찍을 수 있다. 그리고 11처럼 야간모드를 지원하고 슬로피를 찍을 수 있다. 또한 다른 사양으로는 디스플레이가 슈퍼 레티나 XDR 디스플레이로 바뀌었다. 

## 2020년
iPhone 12 mini, 12, 12 Pro, 12 Pro Max- 14세대 아이폰, 11시리즈 후속 모델이며 무려 4가지 모델로 출시되었다. 디자인이 2010년에 출시한 아이폰4처럼 사각지고 유리로 된 디자인이다. AP는 5나노 공정 프로세스를 적용한 A14 Bionic을 탑재하여 딥러닝 부분에서 비약적으로 향상되었다. 카메라는 초광각(0.5배), 광각(1배), 망원(2배, 프로맥스는 2.5배)에다가 LiDAR 스캐너(프로 모델에만 한함) 구성으로 이루어져 있다. 또한 야간모드 성능이 모든 12 모델에서 매우 발달하였으며, 드디어 모든 카메라에서 야간모드를 사용할 수 있다. 그리고 프로 모델에서는 ProRAW 기능을 지원해 프로 사진가에게 필요한 기능을 넣었다고 한다. 디스플레이가 모든 12 모델에 동일하게 슈퍼 레티나 XDR이 탑재되었다. 이로 인해 베젤이 얇아졌다. 디스플레이 크기는 12 미니부터 5.4인치, 6.1인치, 6.1인치, 6.7인치로, 손이 작은 사람부터 큰 사람까지 아이폰을 선택할 수 있게 되었다.

## 2021년
iPhone 13 mini, 13, 13 Pro, 13 Pro Max- 15세대 아이폰으로, 전년도와 똑같은 형태의 라인업으로 출시되었다. 디자인은 전년도와 흡사하지만 카메라가 전반적으로 커졌고, 일반 모델의 경우 2년만에 카메라 디자인이 기존 세로 일자 형태에서 대각선 형태로 변경되었다.

## 2022년
iPhone 14, 14 Plus, 14 Pro, 14 Pro max
16세대 아이폰이므로 일반 모델은 iPhone 13과 거의 비슷하지만 프로 라인업에서는 4년만에 노치 디자인을 버리고 다이나믹 아일랜드 폼펙터가 탑재되었다.

## 2023년
iPhone 15, 15 Plus, 15 Pro, 15 Pro max
17세대 아이폰이므로 5년만에 노치 디자인을 버리고 다이나믹 아일랜드가 탑재되었으며 아이폰 5 이후로 고정이였던 라이트닝 포트를 빼고 C타입을 탑재했다. 일반 아이폰 15는 알루미늄으로 동일하지만 색상이 더 연해졌고 아이폰 15 프로는 기존 스테인리스 스틸에서 티타늄으로 소재를 바꾸면서 더 연해졌다.

## 같이 보기
- 애플의 역사
- 틀:아이폰 모델 연표
- 틀:IOS 장치 연표